# Monsonia senegalensis
Monsonia senegalensis là một loài thực vật có hoa trong họ Mỏ hạc. Loài này được Guill. & Perr. mô tả khoa học đầu tiên năm 1831.